# Hilda y el rey de la montaña
Hilda y el rey de la montaña (en inglés, Hilda and the Mountain King) es una película de fantasía de aventuras animada en 2D de 2021 dirigida por Andy Coyle y basada en la sexta edición de la serie de novelas gráficas Hilda de Luke Pearson del mismo nombre, y es un continuación del final de la segunda temporada de la serie animada de Hilda. La película cuenta con las voces de Bella Ramsey, Ameerah Falzon-Ojo, Oliver Nelson, Daisy Haggard, Rasmus Hardiker, John Hopkins y Lucy Montgomery .
La producción de Hilda y el rey de la montaña comenzó a fines de 2019 y la película fue producida por Silvergate Media, Mercury Filmworks y Giant Ant. Un tráiler de la película se lanzó el 2 de diciembre de 2021 y se estrenó como película de Netflix el 30 de diciembre de 2021.
La película está dedicada a Kevin Kocvar y Terry O'Reilley, miembros del departamento de animación que fallecieron antes del estreno de la película.

## Argumento
Recogiendo del "Bosque de Piedra", Hilda, ahora una troll, huye de Trylla y queda petrificada por la luz del sol cuando sale del Bosque de Piedra. Mientras tanto, en Trolberg, Johanna descubre a Baba en el lugar de Hilda y Tontu deduce que Hilda se ha convertido en víctima de un hechizo cambiante. Al darse cuenta de lo que esto significa, Johanna, Baba, Tontu, Alfur y Twig buscan a Hilda pero no pueden ubicar la entrada al Bosque de Piedra.
En otra parte, Erik Ahlberg da una conferencia de prensa en la que anuncia un toque de queda debido a la creciente actividad de trolls en las afueras de Trolberg. A los estudiantes de la escuela primaria Edmund Ahlberg se les muestra un video de seguridad sobre trolls, pero Frida y David protestan por la información inexacta que se muestra en el video. Otros estudiantes se unen a su protesta, pero David se ve obligado a escapar cuando se entera de que su madre se ha unido a la Patrulla de Seguridad como campanero voluntaria.
A medida que se acerca la noche y aún no hay señales de Hilda, Johanna se encuentra con un grupo de oficiales de la Patrulla de Seguridad, y no le da más opción que regresar a casa a regañadientes. Después del atardecer, Hilda se despetrifica y se ve incapaz de regresar a Trolberg debido a los campanarios. Mientras se retira, Hilda se topa con una enorme cueva con docenas de campanas colgando del techo de la entrada. En el interior, encuentra un troll ciego gigante, que se hace llamar Trundle. Él le dice a Hilda que la ayudará a volverse humana nuevamente si completa algunas tareas para él. También le asegura que Trylla no quiere hacer daño, e Hilda regresa a regañadientes con Trylla. Se retiran al Bosque de Piedra para escapar del sol naciente.
Frida y David descubren la situación de Hilda cuando Baba escapa del cuidado de Tontu, por lo que Frida, en contra del consejo de Kaisa, intenta un hechizo de intercambio de cuerpo, pero se vuelve loco. Cae la noche nuevamente, e Hilda le lleva en secreto una taza de hidromiel de troll a Trundle, la primera tarea, quien luego le indica que quite las campanas que lo atrapan en la cueva. Trylla le muestra a Hilda las ruinas del castillo del Rey de la Montaña, un troll gigante que intentó reunir a los trolls para atacar Trolberg, pero fue derrotado. Hilda se duplica en ayudar a Trundle cuando se entera de que el hechizo cambiante no se puede deshacer. Ella usa almohadas, robadas de la colección de tesoros de un troll, para silenciar y quitar las campanas. En otro lugar, Johanna y Alfur encuentran la entrada al Bosque de Piedra, pero los trolls la cierran antes de que puedan entrar. Luego, los dos son atacados por un grupo de trolls agresivos y escapan por poco.
A la mañana siguiente, Johanna busca la ayuda de Erik como último recurso. Frustrada por no poder ayudar a Hilda, Frida sugiere que ella y David se escapen de la ciudad para intentar hablar mágicamente con un troll como lo hizo con el Kraken. Trundle envía a Hilda a su último recado; para traerle un gran orbe rojo, escondido en las ruinas del castillo entre el tesoro del Rey de la Montaña. Cuando Hilda lo toca, recibe una extraña visión en la que una criatura gigante que se parece a su madre surge del suelo y destruye una ciudad habitada por pequeños trolls hostiles. Hilda es descubierta por un gran troll barbudo y escapa con el orbe.
Afuera, en el bosque, Erik, Johanna, Baba, Alfur y Tontu llegan a la entrada del Bosque de Piedra. Justo cuando Baba abre la entrada, Hilda sale corriendo, perseguida por el troll gigante. Se produce una pelea, que termina con Erik inconsciente e Hilda haciendo que el troll aplaste accidentalmente el auto de Johanna y caiga a un barranco. Hilda y su madre se reencuentran y llevan el orbe a la cueva de Trundle. Trylla, después de haberlos seguido, aparece y se reúne con Baba, deshaciendo el hechizo cambiante. De repente, Trundle (revelado como el Rey de la Montaña) sale de su prisión con la vista ahora restaurada e incita a los trolls a asaltar Trolberg. En Trolberg, David distrae a su mamá en el campanario para que Frida pueda hacer una conexión mental con uno de los trolls, y ve una visión similar a la que vio Hilda. Trundle comienza a destruir los campanarios, pero se detiene con la llegada del troll barbudo, que se revela como su hermano. Al negarse a luchar contra él, Trundle hace que sus seguidores retengan a su hermano, lo que le permite romper la muralla de la ciudad y esperar el plan de la Patrulla de Seguridad para atacarlos.
La Patrulla de Seguridad llega para luchar contra el ataque y Erik recupera el control. Hilda, recordando la visión del ojo de Trundle, descubre que hay un troll muchas veces más grande que Trundle y su hermano debajo de Trolberg, que se levantará para defender a sus compañeros trolls si la Patrulla de Seguridad los ataca. Hilda intenta detener el ataque, pero Erik usa el gran cañón de antorcha de la Patrulla de Seguridad para destruir a Trundle, lo que despierta al troll más grande. En un último intento por detenerlo, Hilda toma el ojo de Trundle y lo arroja a la cara de Ahlberg, lo que hace que tenga una visión similar a la que vio Hilda. Ahora que comprende lo que está en juego, Ahlberg ordena a la Patrulla de Seguridad que se retire. El troll debajo de Trolberg deja de intentar levantarse, y todos los trolls caminan pacíficamente hacia el centro de la ciudad donde ella descansa, y usando la magia de Frida, Hilda y Frida descubren su identidad: Amma, la madre de todos los trolls, habiendo estado dormida por siglos para no molestar a los humanos que construyeron Trolberg sobre ella. Los trolls aún podían volver a conectarse con su madre enterrada, pero luego los colonos, sin darse cuenta de la presencia de Amma y, por lo tanto, de por qué las criaturas seguían deambulando por la ciudad, los expulsaron. Si bien Amma y sus hijos querían estar juntos, Amma aún permaneció inactiva por su propia elección, y el aislamiento hizo que la mayoría de sus hijos olvidaran por qué querían ir cada vez más a la ciudad, y que Trundle y sus seguidores declararan la guerra contra humanos provocándola a que se levante para proteger a sus hijos y destruir la ciudad, lo que llevó a su encarcelamiento por parte de su hermano y los trolls pacifistas. Ahora que los trolls están lo suficientemente cerca de Amma, finalmente pueden escuchar su voz nuevamente, lo que hace que les broten plantas por todo el cuerpo.
Posteriormente, Ahlberg renuncia después de aceptar una medalla por su eventual manejo de la crisis y entrega el control de la Patrulla de Seguridad a su asistente Gerda Gustav. Gustav anuncia de inmediato una "Noche de los trolls", en la que los trolls pueden ingresar a la ciudad una vez al año para reunirse con Amma. Si bien algunos humanos todavía temen a los trolls y viceversa, la exposición pacífica anual está erosionando gradualmente el miedo mutuo entre las dos especies. Las familias de Hilda y Baba todavía mantienen contacto entre sí, Baba ocasionalmente visita la casa de Hilda y Hilda ocasionalmente pasa una noche en las montañas con Trylla y Baba.

## Reparto
- Bella Ramsey como Hilda
- Ameerah Falzon-Ojo como Frida
- Oliver Nelson como David
- Daisy Haggard como Johanna
- Rasmus Hardiker como Alfur Aldric
- John Hopkins como Erik Ahlberg
- Lucy Montgomery como Gerda Gustav, voces adicionales
- Rachel August como Trylla
- Dino Kelly como Trundle
- Agnes Peacock como Baba

## Producción
Megan Ferguson, la asistente de dirección, anunció en Twitter el 23 de julio de 2021 que la producción de la película había terminado. El 23 de noviembre de 2021, se confirmó que la película se estrenaría el 30 de diciembre de 2021.

### Animación
La mayor parte de la animación de la película fue realizada por Mercury Filmworks y Silvergate Media, y la producción cambió entre las oficinas de Ottawa, Londres y Nueva York utilizando el software Toon Boom Animation. La animación de los créditos iniciales estuvo a cargo de Giant Ant.

### Música
Ryan Carlson compuso la música para la película como lo indica su nominación en la 49.ª edición de los premios Annie.

### Escritura
Pearson escribió el guion de la película. El director de la película, Andy Coyle, elogió el guion de Pearson y dijo que la película era "algo tan divertido de hacer".

## Lanzamiento
La película se estrenó el 30 de diciembre de 2021 como original de Netflix.

### Marketing
El 10 de diciembre de 2019, se anunció que Sony Pictures Television adquiriría el 100% de Silvergate Media por un monto no revelado. En esta adquisición, se anunció que se estaba produciendo un especial de película de Hilda, que inicialmente se suponía que duraría 70 minutos. El 12 de octubre de 2020, licensesource.net informó que el especial saldría en 2021. El 23 de septiembre de 2021, el YouTuber, The 2nd Dimension, entrevistó a Andy Coyle, quien reveló que el especial tendría una duración estimada de 85 minutos. El 19 de noviembre de 2021, Silvergate reveló su título oficial, Hilda y el rey de la montaña. El 23 de noviembre de 2021, se revelaron imágenes promocionales oficiales y se confirmó la fecha de lanzamiento del 30 de diciembre. El 24 de noviembre de 2021, Popsugar reveló una nueva captura de pantalla de la película en un artículo.
El 2 de diciembre de 2021, el avance se reveló oficialmente en la página de Netflix de la película. El 22 de diciembre de 2021, se reveló que Giant Ant produciría los créditos iniciales de la película, junto con nuevas capturas de pantalla y activos de producción.

## Recepción

### Respuesta crítica
Las críticas de la película fueron positivas. Nicole Clark de Polygon dijo que la película eleva las apuestas de la serie animada "apropiadamente", abordando los misterios de Trolberg, elogia la película por no andarse con rodeos, pero tiene un tono "más consistentemente oscuro" y prepara el escenario para la tercera parte del programa. temporada. Aatqa Arham de Variety argumentó que si bien la trama es "aparentemente simple", está llena de "sabiduría emocional y filosófica", cuestionando la dicotomía del bien y el mal, y dijo que la película afirma que "el mundo... necesita cambiar". Joshua Fox de Screenrant describió la película como "imágenes y música impresionantes" y tiene una historia que "eleva el material de origen en un grado tremendo". Joey DeAngelis de Los Ángeles describió la película como una provocación de una "culminación satisfactoria" de las dos primeras temporadas del programa.

### Reconocimientos
| Año  | Premio        | Categoría                   | Destinatarios | Resultado | Ref.   |
| ---- | ------------- | --------------------------- | ------------- | --------- | ------ |
| 2022 | Premios Annie | Mejor dirección - TV/Medios | Andy Coyle    | Nominado  | [ 20 ] |
| 2022 | Premios Annie | Mejor música - TV/Medios    | Ryan Carlson  | Nominado  | [ 20 ] |